# هايداشي كوياسو
هايداشي كوياسو (مواليد 2 يناير 1960) هو مبارز بالسيف ياباني، مثّل بلاده في الألعاب الأولمبية الصيفية 1984.

## روابط رياضية
هايداشي كوياسو على موقع أوليمبيديا (الإنجليزية)